# 陳忠 (漢朝)
陈忠（1世纪—125年），字伯始，沛国洨县（今安徽省固镇县东）人，中国东汉政治人物，陈宠的儿子。

## 生平
汉安帝永初年间辟司徒府，为廷尉属官廷尉正。因为明习法律，经司徒刘恺推荐擢拜尚书，使居三公曹，主知断狱。修改当朝法律，删除比《甫刑》苛刻的条文，简化繁琐程序，于汉法颇多建树。承父志整理成23条，题为《决事比》，奏准施行，清除论罪无据的弊端。又奏请废除蚕室刑，解除贪官污吏三代不得为官的禁令,建议从轻处罚精神病人误伤人命的犯罪。都被采纳。安帝亲政，宦官江京、李闰等秉权。陈忠在位尽职,施政周密，敢于纠举违法，不避权贵。陈忠作《清盗源疏》，其中提到“堤溃蚁孔，气泄针芒”。后历官尚书仆射、尚书令，延光三年（124年）转任司隶校尉，次年，任江夏郡太守，又被留下担任尚书令，得病而卒。